# 埃德加·普里布
埃德加·普里布（Edger Prib）是德國的一位足球運動員，出生在俄羅斯，他現在效力于土耳其甲組足球聯賽球隊Manisa。

## 外部連結
- Edgar Prib （页面存档备份，存于） at transfermarkt.de （德文）
- fussballdaten.de：Edgar Prib之統計數據 （德文）